# Queen's Club Championships
Queen's Club Championships este un turneu anual de tenis pentru bărbați care are loc pe terenuri cu iarbă la Queen's Club în West Kensington, Londra. Evenimentul face parte din ATP Tour 500 a Asociatiei Profesionistilor din Tenis (ATP). În prezent este promovat ca „cinch Championships” după sponsorul său.
Queen's este unul dintre cele mai vechi turnee de tenis din lume și servește ca preambul pentru Campionatele de la Wimbledon. Andy Murray a câștigat cinci titluri între 2009 și 2016, ceea ce reprezintă un record.

## Rezultate

### Simplu masculin
| London Athletic Club Tournament |                                                          |                                                          |                                                          |
| 1881                            | Frederick. L. Rawson                                     | George S. Murray-Hill                                    | 6-1 4-6 6-2 6-3                                          |
| 1882                            | Herbert Lawford                                          | Otway E. Woodhouse                                       | 6-1, 4-6, 6-2, 6-3                                       |
| 1883                            | Herbert Lawford                                          | Edward Lake Williams                                     | 6-2, 6-1, 6-0                                            |
| 1884                            | Herbert Lawford                                          | Frederick A. Bowlby                                      | 6-3, 6-1, 3-6, 6-2                                       |
| 1885                            | Charles H. A. Ross                                       | Ernest Wool Lewis                                        | 3-6, 8-6, 1-6, 6-2, 6-3                                  |
| 1886                            | Ernest Wool Lewis                                        | Harry Grove                                              | 6-4, 10-8, 6-4                                           |
| 1887                            | Ernest Wool Lewis                                        | Harry S. Barlow                                          | 6-2, 8-6, 6-4                                            |
| 1888                            | Ernest Wool Lewis                                        | Harry S. Barlow                                          | 6-0, 6-1, 6-2                                            |
| 1889                            | Harry S. Barlow                                          | Charles Gladstone Eames                                  | 5-7, 7-5, 3-6, 6-1, 7-5                                  |
| Queen's Club Championship       |                                                          |                                                          |                                                          |
| 1890                            | Harry S. Barlow                                          | Wilfred Baddeley                                         | 3–6, 6–8, 6–1, 6–2, 6–2                                  |
| 1891                            | Harry S. Barlow                                          | Joshua Pim                                               | 6–4, 2–6, 6–0, 7–5                                       |
| 1892                            | Ernest W. Lewis                                          | Joshua Pim                                               | 6–4, 6–4, 3–6, 4–6, 6–1                                  |
| 1893                            | Joshua Pim                                               | Harold Mahony                                            | 1–6, 6–1, 6–8, 6–3                                       |
| 1894                            | Harold Mahony                                            | Harry S. Barlow                                          | 6–2, 6–3, 6–3                                            |
| 1895                            | Harry S. Barlow                                          | Manliffe Goodbody                                        | 6–4, 7–5, 5–7, 5–7, 10–8                                 |
| 1896                            | Harold Mahony                                            | Reginald Doherty                                         | 11–9, 6–4, 6–4                                           |
| 1897                            | Laurence Doherty                                         | Major Ritchie                                            | 6–2, 6–2, 6–2                                            |
| 1898                            | Laurence Doherty                                         | Harold Mahony                                            | 6–3, 6–4, 9–7                                            |
| 1899                            | Harold Mahony                                            | Arthur Gore                                              | 8–10, 6–2, 7–5, 6–1                                      |
| 1900                            | Arthur Gore                                              | Arthur W. Lavy                                           | 6–0, 6–2, 6–3                                            |
| 1901                            | Charles Dixon                                            | George Greville                                          | 6–1, 6–0, 4–6, 6–4                                       |
| 1902                            | Major Ritchie                                            | Charles Simond                                           | 6–3, 6–4, 6–0                                            |
| 1903                            | George Greville                                          | Charles Simond                                           | 6–1, 6–4, 7–9, 5–7, 6–4                                  |
| 1904                            | Major Ritchie                                            | Harold Mahony                                            | 6–3, 6–1, 6–1                                            |
| 1905                            | Holcombe Ward                                            | Beals C. Wright                                          | walkover                                                 |
| 1906                            | Major Ritchie                                            | John Flavelle                                            | 6–0, 6–1, 7–5                                            |
| 1907                            | Anthony Wilding                                          | Major Ritchie                                            | 6–2, 6–1, 6–0                                            |
| 1908                            | Hare William Powell                                      | Major Ritchie                                            | 6–4, 3–3 retired                                         |
| 1909                            | Major Ritchie                                            | Harry Parker                                             | 11–13, 6–4 6–1, 6–0                                      |
| 1910                            | Anthony Wilding                                          | Major Ritchie                                            | 6–4, 6–3, 2–0 retired                                    |
| 1911                            | Anthony Wilding                                          | Alfred Beamish                                           | 7–5, 6–2, 6–3                                            |
| 1912                            | Anthony Wilding                                          | Otto Froitzheim                                          | walkover                                                 |
| 1913                            | Arthur Lowe                                              | Wallace F. Johnson                                       | 7–5, 6–4, 4–6, 4–6, 6–4                                  |
| 1914                            | Arthur Lowe                                              | Percival Davson                                          | 6–2, 7–5, 6–4                                            |
| 1915                            | Nu s-a ținut din cauza Primului Război Mondial           | Nu s-a ținut din cauza Primului Război Mondial           | Nu s-a ținut din cauza Primului Război Mondial           |
| 1916                            | Nu s-a ținut din cauza Primului Război Mondial           | Nu s-a ținut din cauza Primului Război Mondial           | Nu s-a ținut din cauza Primului Război Mondial           |
| 1917                            | Nu s-a ținut din cauza Primului Război Mondial           | Nu s-a ținut din cauza Primului Război Mondial           | Nu s-a ținut din cauza Primului Război Mondial           |
| 1918                            | Nu s-a ținut din cauza Primului Război Mondial           | Nu s-a ținut din cauza Primului Război Mondial           | Nu s-a ținut din cauza Primului Război Mondial           |
| 1919                            | Pat O'Hara Wood                                          | Louis Raymond                                            | 6–4, 6–0, 2–6, 7–5                                       |
| 1920                            | William Johnston                                         | Bill Tilden                                              | 4–6, 6–2, 6–4                                            |
| 1921                            | Zenzo Shimizu                                            | Mohammed Sleem                                           | 6–2, 6–0                                                 |
| 1922                            | Henry Mayes                                              | Donald Greig                                             | 6–8, 6–2, 6–2, 6–1                                       |
| 1923                            | Vincent Richards                                         | Sydney M. Jacob                                          | 6–2, 6–2                                                 |
| 1924                            | Algernon Kingscote                                       | Arthur Lowe                                              | 3–6, 8–6, 6–3, 6–2                                       |
| 1925                            | Arthur Lowe                                              | Henry Mayes                                              | 6–2, 9–7                                                 |
| 1926                            | Henry Mayes                                              | Arthur Lowe                                              | 6–3, 6–2                                                 |
| 1927                            | Henry Mayes                                              | D.M. Evans                                               | 6–3, 6–3                                                 |
| 1928                            | Bill Tilden                                              | Francis Hunter                                           | 6–3, 6–2, 6–1                                            |
| 1929                            | Bill Tilden / Francis Hunter                             | Bill Tilden / Francis Hunter                             | titlu împărțit                                           |
| 1930                            | Wilmer Allison                                           | Gregory Mangin                                           | 6–4, 8–6                                                 |
| 1931                            | John Olliff                                              | Edward Avory                                             | 3–6, 6–4, 6–2                                            |
| 1932                            | Jack Crawford                                            | Hendrik Timmer                                           | 1–6, 6–3, 6–3, 6–4                                       |
| 1933                            | Ellsworth Vines / Lester Stoefen                         | Ellsworth Vines / Lester Stoefen                         | titlu împărțit                                           |
| 1934                            | Sidney Wood                                              | Frank Shields                                            | 6–4, 6–3                                                 |
| 1935                            | Wilmer Allison / Clarence Jones                          | Wilmer Allison / Clarence Jones                          | titlu împărțit                                           |
| 1936                            | Donald Budge                                             | David P. Jones                                           | 6–4, 6–3                                                 |
| 1937                            | Donald Budge                                             | Henry Austin                                             | 6–1, 6–2                                                 |
| 1938                            | Henry Austin                                             | Kho Sin-Kie                                              | 6–2, 6–0                                                 |
| 1939                            | Gottfried von Cramm                                      | Ghaus Mohammad                                           | 6–1, 6–3                                                 |
| 1940                            | Nu s-a ținut din cauza celui de-Al Doilea Război Mondial | Nu s-a ținut din cauza celui de-Al Doilea Război Mondial | Nu s-a ținut din cauza celui de-Al Doilea Război Mondial |
| 1941                            | Nu s-a ținut din cauza celui de-Al Doilea Război Mondial | Nu s-a ținut din cauza celui de-Al Doilea Război Mondial | Nu s-a ținut din cauza celui de-Al Doilea Război Mondial |
| 1942                            | Nu s-a ținut din cauza celui de-Al Doilea Război Mondial | Nu s-a ținut din cauza celui de-Al Doilea Război Mondial | Nu s-a ținut din cauza celui de-Al Doilea Război Mondial |
| 1943                            | Nu s-a ținut din cauza celui de-Al Doilea Război Mondial | Nu s-a ținut din cauza celui de-Al Doilea Război Mondial | Nu s-a ținut din cauza celui de-Al Doilea Război Mondial |
| 1944                            | Nu s-a ținut din cauza celui de-Al Doilea Război Mondial | Nu s-a ținut din cauza celui de-Al Doilea Război Mondial | Nu s-a ținut din cauza celui de-Al Doilea Război Mondial |
| 1945                            | Nu s-a ținut din cauza celui de-Al Doilea Război Mondial | Nu s-a ținut din cauza celui de-Al Doilea Război Mondial | Nu s-a ținut din cauza celui de-Al Doilea Război Mondial |
| 1946                            | Pancho Segura                                            | Colin Long                                               | 6–4, 7–5                                                 |
| 1947                            | Robert Falkenburg                                        | Colin Long                                               | 6–4, 7–5                                                 |
| 1948                            | Robert Falkenburg / Eric Sturgess                        | Robert Falkenburg / Eric Sturgess                        | titlu împărțit                                           |
| 1949                            | Ted Schroeder                                            | Gardnar Mulloy                                           | 8–6, 6–0                                                 |
| 1950                            | John Bromwich                                            | Arthur Larsen                                            | 6–2, 6–4                                                 |
| 1951                            | Eric Sturgess                                            | Frank Sedgman                                            | 6–4 5–7 6–2                                              |
| 1952                            | Frank Sedgman                                            | Mervyn Rose                                              | 10–8, 6–2                                                |
| 1953                            | Lew Hoad                                                 | Ken Rosewall                                             | 8–6, 10–8                                                |
| 1954                            | Lew Hoad                                                 | Mervyn Rose                                              | 8–6, 6–4                                                 |
| 1955                            | Ken Rosewall                                             | Lew Hoad                                                 | 6–2, 6–3                                                 |
| 1956                            | Neale Fraser                                             | Ken Rosewall                                             | 7–5, 3–6, 9–7                                            |
| 1957                            | Ashley Cooper                                            | Neale Fraser                                             | 6–8, 6–2, 6–3                                            |
| 1958                            | Malcolm Anderson                                         | Robert Mark                                              | 1–6, 11–9, 6–3                                           |
| 1959                            | Ramanathan Krishnan                                      | Neale Fraser                                             | 6–3, 6–0                                                 |
| 1960                            | Andrés Gimeno                                            | Roy Emerson                                              | 8–6,6–3                                                  |
| 1961                            | Bob Hewitt                                               | Robert McKinley                                          | 6–2 6–3                                                  |
| 1962                            | Rod Laver                                                | Roy Emerson                                              | 6–4 7–5                                                  |
| 1963                            | Roy Emerson                                              | Owen Davidson                                            | 6–1 6–2                                                  |
| 1964                            | Roy Emerson                                              | Toomas Leius                                             | 12–10, 6–4                                               |
| 1965                            | Roy Emerson                                              | Dennis Ralston                                           | walkover                                                 |
| 1966                            | Roy Emerson                                              | Tony Roche                                               | walkover                                                 |
| 1967                            | John Newcombe                                            | Roger Taylor                                             | 7–5, 6–3                                                 |
| Open Era                        |                                                          |                                                          |                                                          |
| 1968                            | Clark Graebner / Tom Okker                               | Clark Graebner / Tom Okker                               | titlu împărțit                                           |
| 1969                            | Fred Stolle                                              | John Newcombe                                            | 6–3, 22–20                                               |
| 1970                            | Rod Laver                                                | John Newcombe                                            | 6–4, 6–3                                                 |
| 1971                            | Stan Smith                                               | John Newcombe                                            | 8–6, 6–3                                                 |
| 1972                            | Jimmy Connors                                            | John Paish                                               | 6–2, 6–3                                                 |
| 1973                            | Ilie Năstase                                             | Roger Taylor                                             | 10–8, 6–3                                                |
| 1974                            | Nu s-a ținut                                             | Nu s-a ținut                                             | Nu s-a ținut                                             |
| 1975                            | Nu s-a ținut                                             | Nu s-a ținut                                             | Nu s-a ținut                                             |
| 1976                            | Nu s-a ținut                                             | Nu s-a ținut                                             | Nu s-a ținut                                             |
| 1977                            | Raúl Ramírez                                             | Mark Cox                                                 | 9–7, 7–5                                                 |
| 1978                            | Tony Roche                                               | John McEnroe                                             | 8–6, 9–7                                                 |
| 1979                            | John McEnroe                                             | Víctor Pecci                                             | 6–7, 6–1, 6–1                                            |
| 1980                            | John McEnroe                                             | Kim Warwick                                              | 6–3, 6–1                                                 |
| 1981                            | John McEnroe                                             | Brian Gottfried                                          | 7–6, 7–5                                                 |
| 1982                            | Jimmy Connors                                            | John McEnroe                                             | 7–5, 6–3                                                 |
| 1983                            | Jimmy Connors                                            | John McEnroe                                             | 6–3, 6–3                                                 |
| 1984                            | John McEnroe                                             | Leif Shiras                                              | 6–1, 3–6, 6–2                                            |
| 1985                            | Boris Becker                                             | Johan Kriek                                              | 6–2, 6–3                                                 |
| 1986                            | Tim Mayotte                                              | Jimmy Connors                                            | 6–4, 2–1 (retired)                                       |
| 1987                            | Boris Becker                                             | Jimmy Connors                                            | 6–7, 6–3, 6–4                                            |
| 1988                            | Boris Becker                                             | Stefan Edberg                                            | 6–1, 3–6, 6–3                                            |
| 1989                            | Ivan Lendl                                               | Christo van Rensburg                                     | 4–6, 6–3, 6–4                                            |
| 1990                            | Ivan Lendl                                               | Boris Becker                                             | 6–3, 6–2                                                 |
| 1991                            | Stefan Edberg                                            | David Wheaton                                            | 6–2, 6–3                                                 |
| 1992                            | Wayne Ferreira                                           | Shuzo Matsuoka                                           | 6–3, 6–4                                                 |
| 1993                            | Michael Stich                                            | Wayne Ferreira                                           | 6–3, 6–4                                                 |
| 1994                            | Todd Martin                                              | Pete Sampras                                             | 7–6(7–4), 7–6(7–4)                                       |
| 1995                            | Pete Sampras                                             | Guy Forget                                               | 7–6(7–3), 7–6(8–6)                                       |
| 1996                            | Boris Becker                                             | Stefan Edberg                                            | 6–4, 7–6(7–3)                                            |
| 1997                            | Mark Philippoussis                                       | Goran Ivanišević                                         | 7–5, 6–3                                                 |
| 1998                            | Scott Draper                                             | Laurence Tieleman                                        | 7–6(7–5), 6–4                                            |
| 1999                            | Pete Sampras                                             | Tim Henman                                               | 6–7(1–7), 6–4, 7–6(7–4)                                  |
| 2000                            | Lleyton Hewitt                                           | Pete Sampras                                             | 6–4, 6–4                                                 |
| 2001                            | Lleyton Hewitt                                           | Tim Henman                                               | 7–6(7–3), 7–6(7–3)                                       |
| 2002                            | Lleyton Hewitt                                           | Tim Henman                                               | 4–6, 6–1, 6–4                                            |
| 2003                            | Andy Roddick                                             | Sébastien Grosjean                                       | 6–3, 6–3                                                 |
| 2004                            | Andy Roddick                                             | Sébastien Grosjean                                       | 7–6(7–4), 6–4                                            |
| 2005                            | Andy Roddick                                             | Ivo Karlović                                             | 7–6(9–7), 7–6(7–4)                                       |
| 2006                            | Lleyton Hewitt                                           | James Blake                                              | 6–4, 6–4                                                 |
| 2007                            | Andy Roddick                                             | Nicolas Mahut                                            | 4–6, 7–6(9–7), 7–6(7–2)                                  |
| 2008                            | Rafael Nadal                                             | Novak Djokovic                                           | 7–6(8–6), 7–5                                            |
| 2009                            | Andy Murray                                              | James Blake                                              | 7–5, 6–4                                                 |
| 2010                            | Sam Querrey                                              | Mardy Fish                                               | 7–6(7–3), 7–5                                            |
| 2011                            | Andy Murray                                              | Jo-Wilfried Tsonga                                       | 3–6, 7–6(7–2), 6–4                                       |
| 2012                            | Marin Čilić                                              | David Nalbandian                                         | 6–7(3–7), 4–3 default                                    |
| 2013                            | Andy Murray                                              | Marin Čilić                                              | 5–7, 7–5, 6–3                                            |
| 2014                            | Grigor Dimitrov                                          | Feliciano López                                          | 6–7(8–10), 7–6(7–1), 7–6(8–6)                            |
| 2015                            | Andy Murray                                              | Kevin Anderson                                           | 6–3, 6–4                                                 |
| 2016                            | Andy Murray                                              | Milos Raonic                                             | 6–7(5–7), 6–4, 6–3                                       |
| 2017                            | Feliciano López                                          | Marin Čilić                                              | 4–6, 7–6(7–2), 7–6(10–8)                                 |
| 2018                            | Marin Čilić                                              | Novak Djokovic                                           | 5–7, 7–6(7–4), 6–3                                       |
| 2019                            | Feliciano López                                          | Gilles Simon                                             | 6–2, 6–7(4–7), 7–6(7–2)                                  |
| 2020                            | Anulat din cauza pandemiei COVID-19                      | Anulat din cauza pandemiei COVID-19                      | Anulat din cauza pandemiei COVID-19                      |
| 2021                            | Matteo Berrettini                                        | Cameron Norrie                                           | 6–4, 6–7(5–7), 6–3                                       |
| 2022                            | Matteo Berrettini                                        | Filip Krajinović                                         | 7–5, 6–4                                                 |
| 2023                            | Carlos Alcaraz                                           | Alex de Minaur                                           | 6–4, 6–4                                                 |
| 2024                            | Tommy Paul                                               | Lorenzo Musetti                                          | 6–1, 7–6(10–8)                                           |
| 2025                            | Carlos Alcaraz                                           | Jiří Lehečka                                             | 7–5, 6–7(5–7), 6–2                                       |

### Simplu feminin

#### Fulham
| An        | Campioană                               | Finalistă                               | Scor                                    |
| --------- | --------------------------------------- | --------------------------------------- | --------------------------------------- |
| 1881      | M. Raikes                               | Miss Burleigh                           | 5-0 5-2                                 |
| 1882–1883 | Evenimentul feminin nu a fost organizat | Evenimentul feminin nu a fost organizat | Evenimentul feminin nu a fost organizat |
| 1884      | Maud Watson                             | Edith Coleridge Cole                    | 6-4 6-2 2-6 6-1                         |
| 1885      | Maud Watson                             | Lilian Watson                           | 6-2 6-3                                 |
| 1886      | Blanche Bingley                         | Edith Davies                            | 6-1 6-1                                 |
| 1887      | Blanche Bingley                         | B. James                                | 6-4 6-3                                 |
| 1888      | Blanche Bingley Hillyard                | May Jacks                               | 6-4 6-3                                 |
| 1889      | May Jacks                               | Maud Shackle                            | 6-2 6-1                                 |

#### Londra
| An        | Campioană                                                | Finalistă                                                | Scor                                                     |
| --------- | -------------------------------------------------------- | -------------------------------------------------------- | -------------------------------------------------------- |
| 1890      | May Jacks                                                | Maud Shackle                                             | 6–2, 6–1                                                 |
| 1891      | Maud Shackle                                             | May Jacks                                                | 6–2, 4–6, 6–3                                            |
| 1892      | Maud Shackle                                             | Edith Austin                                             | 6–2, 6–3                                                 |
| 1893      | Maud Shackle                                             | Edith Austin                                             | 6–2, 6–1                                                 |
| 1894      | Edith Austin                                             | Charlotte Cooper                                         | 8–6, 11–9                                                |
| 1895      | Maud Shackle                                             | Edith Austin                                             | 6–2, 7–5                                                 |
| 1896      | Charlotte Cooper                                         | Agatha Templeman                                         |                                                          |
| 1897      | Charlotte Cooper                                         | Edith Austin                                             | 2–6, 6–2, 6–2                                            |
| 1898      | Charlotte Cooper                                         | Edith Austin                                             | 6–4, 3–6, 8–6                                            |
| 1899      | Edith Austin                                             | Charlotte Cooper                                         | 12–10, 2–6, 9–7                                          |
| 1900      | Charlotte Cooper                                         | Edith Greville                                           |                                                          |
| 1901      | Edith Austin                                             | Ethel Thomson                                            | 6–1, 6–1                                                 |
| 1902      | Charlotte Cooper Sterry                                  | Ruth Durlacher                                           |                                                          |
| 1903      | Agnes Morton                                             | Edith Greville                                           |                                                          |
| 1904      | Agnes Morton                                             | Ellen Stawell-Brown                                      |                                                          |
| 1905      | Ethel Thomson                                            | Edith Greville                                           |                                                          |
| 1906      | Ethel Thomson                                            | Mildred Coles                                            |                                                          |
| 1907      | Violet Pinckney                                          | Dorothea Lambert Chambers                                | 2–6, 6–3, 6–4                                            |
| 1908      | Violet Pinckney                                          | Dorothea Lambert Chambers                                | 6–3, 6–2                                                 |
| 1909      | Aurea Edgington                                          | Madeline Fisher O'Neill                                  |                                                          |
| 1910      | Gladys Lamplough                                         | Edith Johnson                                            |                                                          |
| 1911      | Mildred Coles                                            | Agnes Morton                                             |                                                          |
| 1912      | Ethel Larcombe                                           | Dorothy Holman                                           | 6–1, 6–0                                                 |
| 1913      | Ethel Larcombe                                           | Aurea Edgington                                          |                                                          |
| 1914      | Ethel Larcombe                                           | Beryl Tulloch                                            |                                                          |
| 1915      | Nu s-a ținut din cauza Primului Război Mondial           | Nu s-a ținut din cauza Primului Război Mondial           | Nu s-a ținut din cauza Primului Război Mondial           |
| 1916      | Nu s-a ținut din cauza Primului Război Mondial           | Nu s-a ținut din cauza Primului Război Mondial           | Nu s-a ținut din cauza Primului Război Mondial           |
| 1917      | Nu s-a ținut din cauza Primului Război Mondial           | Nu s-a ținut din cauza Primului Război Mondial           | Nu s-a ținut din cauza Primului Război Mondial           |
| 1918      | Nu s-a ținut din cauza Primului Război Mondial           | Nu s-a ținut din cauza Primului Război Mondial           | Nu s-a ținut din cauza Primului Război Mondial           |
| 1919      | Ethel Larcombe                                           | Dorothy Holman                                           | 6–4, 8–6                                                 |
| 1920      | Dorothy Holman                                           | Ethel Larcombe                                           | w.o.                                                     |
| 1921      | Mabel Clayton                                            | Dorothy Holman                                           |                                                          |
| 1922      | Mabel Clayton                                            | W. Keays                                                 |                                                          |
| 1923      | Elizabeth Ryan                                           | Geraldine Beamish                                        | 6–2, 1–6, 6–2                                            |
| 1924      | Elizabeth Ryan                                           | Doris Covell Craddock                                    |                                                          |
| 1925      | Elizabeth Ryan                                           | Ermyntrude Harvey                                        | 6–0, 6–1                                                 |
| 1926      | Dorothy Kemmis-Betty                                     | Eileen Bennett                                           | 7–5, 6–2                                                 |
| 1927      | Dorothy Kemmis-Betty                                     | Enid Head Broadbridge                                    | 6–0, 6–1                                                 |
| 1928      | Joan Ridley                                              | Helene Contostavlos                                      | 4–6, 6–1, 6–0                                            |
| 1929      | Elizabeth Ryan                                           | Elsie Goldsack                                           | 6–2, 2–6, 6–2                                            |
| 1930      | Madge List                                               | Margaret McKane Stocks                                   | 6–1, 6–3                                                 |
| 1931      | Elsie Goldsack Pittman                                   | Kitty McKane Godfree                                     | 9–7, 6–4                                                 |
| 1932      | Dorothy Andrus                                           | Jadwiga Jędrzejowska                                     | 1–6, 7–5, 6–4                                            |
| 1933      | Elsie Goldsack Pittman & Helen Wills Moody               | Elsie Goldsack Pittman & Helen Wills Moody               | titlu împărțit                                           |
| 1934      | Jacqueline Goldschmidt                                   | Dorothy Andrus                                           | 5–7, 6–2, 6–0                                            |
| 1935      | Anita Lizana & Sylvie Jung Henrotin                      | Anita Lizana & Sylvie Jung Henrotin                      | titlu împărțit                                           |
| 1936      | Jadwiga Jędrzejowska                                     | Susan Noel                                               | 6–2, 6–4                                                 |
| 1937      | Jadwiga Jędrzejowska                                     | Kay Stammers                                             | 6–3, 6–0                                                 |
| 1938      | Jadwiga Jędrzejowska                                     | Hilde Krahwinkel Sperling                                | 6–3, 6–0                                                 |
| 1939      | Jadwiga Jędrzejowska                                     | Hilde Krahwinkel Sperling                                | 6–1, 6–4                                                 |
| 1940      | Nu s-a ținut din cauza celui de-Al Doilea Război Mondial | Nu s-a ținut din cauza celui de-Al Doilea Război Mondial | Nu s-a ținut din cauza celui de-Al Doilea Război Mondial |
| 1941      | Nu s-a ținut din cauza celui de-Al Doilea Război Mondial | Nu s-a ținut din cauza celui de-Al Doilea Război Mondial | Nu s-a ținut din cauza celui de-Al Doilea Război Mondial |
| 1942      | Nu s-a ținut din cauza celui de-Al Doilea Război Mondial | Nu s-a ținut din cauza celui de-Al Doilea Război Mondial | Nu s-a ținut din cauza celui de-Al Doilea Război Mondial |
| 1943      | Nu s-a ținut din cauza celui de-Al Doilea Război Mondial | Nu s-a ținut din cauza celui de-Al Doilea Război Mondial | Nu s-a ținut din cauza celui de-Al Doilea Război Mondial |
| 1944      | Nu s-a ținut din cauza celui de-Al Doilea Război Mondial | Nu s-a ținut din cauza celui de-Al Doilea Război Mondial | Nu s-a ținut din cauza celui de-Al Doilea Război Mondial |
| 1945      | Nu s-a ținut din cauza celui de-Al Doilea Război Mondial | Nu s-a ținut din cauza celui de-Al Doilea Război Mondial | Nu s-a ținut din cauza celui de-Al Doilea Război Mondial |
| 1946      | Doris Hart                                               | Margaret Osborne                                         | 6–8, 6–3, 6–3                                            |
| 1947      | Doris Hart                                               | Margaret Osborne                                         | 6–4, 6–0                                                 |
| 1948      | Doris Hart & Margaret Osborne duPont                     | Doris Hart & Margaret Osborne duPont                     | titlu împărțit                                           |
| 1949      | Louise Brough                                            | Margaret Osborne duPont                                  | 3–6, 6–1, 6–3                                            |
| 1950      | Doris Hart                                               | Margaret Osborne duPont                                  | 4–6, 6–4, 6–4                                            |
| 1951      | Shirley Fry                                              | Nancy Chaffee                                            | 6–3, 8–6                                                 |
| 1952      | Hazel Redick-Smith                                       | Elizabeth Wilford                                        | 7–5, 6–1                                                 |
| 1953      | Jean Rinkel-Quertier                                     | Heather Nicholls                                         | 6–1, 4–6, 6–2                                            |
| 1954      | Louise Brough                                            | Shirley Fry                                              | 6–1, 6–4                                                 |
| 1955      | Louise Brough                                            | Jean Forbes                                              | 6–3, 6–1                                                 |
| 1956      | Angela Buxton                                            | Patricia Ward                                            | 6–4, 6–0                                                 |
| 1957      | Mimi Arnold                                              | Zsuzsa Körmöczy                                          | 6–1, 5–7, 6–3                                            |
| 1958      | Bernice Carr                                             | Margaret Varner                                          | 6–4, 5–7, 8–6                                            |
| 1959      | Yola Ramírez                                             | Christiane Mercelis                                      | 2–6, 6–1, 6–3                                            |
| 1960      | Christine Truman                                         | Karen Hantze Susman                                      | 6–4, 6–3                                                 |
| 1961      | Margaret Smith                                           | Nancy Richey                                             | 6–0, 4–6, 6–2                                            |
| 1962      | Rita Bentley                                             | Lorna Cornell                                            | 7–5, 7–5                                                 |
| 1963      | Robyn Ebbern                                             | Rita Bentley                                             | 6–3, 6–3                                                 |
| 1964      | Margaret Smith                                           | Ann Haydon Jones                                         | 6–3, 6–2                                                 |
| 1965      | Annette Van Zyl                                          | Christine Truman                                         | 6–3, 4–6, 6–4                                            |
| 1966      | Françoise Dürr                                           | Judy Tegart                                              | 4–6, 6–3, 7–5                                            |
| 1967      | Nancy Richey                                             | Kerry Melville                                           | 2–6, 6–2, 6–4                                            |
| 1968      | Ann Haydon Jones & Nancy Richey                          | Ann Haydon Jones & Nancy Richey                          | titlu împărțit                                           |
| 1969      | Ann Haydon Jones                                         | Winnie Shaw                                              | 6–0, 6–1                                                 |
| 1970      | Margaret Court                                           | Winnie Shaw                                              | 2–6, 8–6, 6–2                                            |
| 1971      | Margaret Court                                           | Billie Jean King                                         | 6–3, 3–6, 6–3                                            |
| 1972      | Chris Evert                                              | Karen Krantzcke                                          | 6–4, 6–0                                                 |
| 1973      | Olga Morozova                                            | Evonne Goolagong                                         | 6–2, 6–3                                                 |
| 1974–2024 | Nu s-a organizat niciun eveniment pentru femei.          | Nu s-a organizat niciun eveniment pentru femei.          | Nu s-a organizat niciun eveniment pentru femei.          |
| 2025      | Tatjana Maria                                            | Amanda Anisimova                                         | 6–3, 6–4                                                 |

### Dublu masculin
Din 1969:
(Notă: Turneul datează din 1890)
| An        | Campioni                                                            | Finaliști                                                           | Scor                                   |
| --------- | ------------------------------------------------------------------- | ------------------------------------------------------------------- | -------------------------------------- |
| 1969      | Owen Davidson Dennis Ralston                                        | Ove Nils Bengtson Thomaz Koch                                       | 8–6, 6–3                               |
| 1970      | Tom Okker Marty Riessen                                             | Arthur Ashe Charlie Pasarell                                        | 6–4, 6–4                               |
| 1971      | Tom Okker Marty Riessen                                             | Stan Smith Erik van Dillen                                          | 8–6, 4–6, 10–8                         |
| 1972      | Jim McManus Jim Osborne                                             | Jürgen Fassbender Karl Meiler                                       | 4–6, 6–3, 7–5                          |
| 1973      | Tom Okker Marty Riessen                                             | Ray Keldie Raymond Moore                                            | 6–4, 7–5                               |
| 1974–1976 | Nu s-a ținut                                                        | Nu s-a ținut                                                        | Nu s-a ținut                           |
| 1977      | Anand Amritraj Vijay Amritraj                                       | John Lloyd David Lloyd                                              | 6–1, 6–2                               |
| 1978      | Bob Hewitt Frew McMillan                                            | Fred McNair Raúl Ramírez                                            | 6–2, 7–5                               |
| 1979      | Tim Gullikson Tom Gullikson                                         | Marty Riessen Sherwood Stewart                                      | 6–4, 6–4                               |
| 1980      | Rod Frawley Geoff Masters                                           | Paul McNamee Sherwood Stewart                                       | 6–2, 4–6, 11–9                         |
| 1981      | Pat DuPré Brian Teacher                                             | Kevin Curren Steve Denton                                           | 3–6, 7–6, 11–9                         |
| 1982      | John McEnroe Peter Rennert                                          | Victor Amaya Hank Pfister                                           | 7–6, 7–5                               |
| 1983      | Brian Gottfried Paul McNamee                                        | Kevin Curren Steve Denton                                           | 6–4, 6–3                               |
| 1984      | Pat Cash Paul McNamee                                               | Bernard Mitton Butch Walts                                          | 6–4, 6–3                               |
| 1985      | Ken Flach Robert Seguso                                             | Pat Cash John Fitzgerald                                            | 3–6, 6–3, 16–14                        |
| 1986      | Kevin Curren Guy Forget                                             | Darren Cahill Mark Kratzmann                                        | 6–2, 7–6                               |
| 1987      | Guy Forget Yannick Noah                                             | Rick Leach Tim Pawsat                                               | 6–4, 6–4                               |
| 1988      | Ken Flach Robert Seguso                                             | Pieter Aldrich Danie Visser                                         | 6–2, 7–6                               |
| 1989      | Darren Cahill Mark Kratzmann                                        | Tim Pawsat Laurie Warder                                            | 7–6, 6–3                               |
| 1990      | Jeremy Bates Kevin Curren                                           | Henri Leconte Ivan Lendl                                            | 6–2, 7–6                               |
| 1991      | Mark Woodforde Todd Woodbridge                                      | Grant Connell Glenn Michibata                                       | 6–4, 7–6                               |
| 1992      | John Fitzgerald Anders Järryd                                       | Goran Ivanišević Diego Nargiso                                      | 6–4, 7–6                               |
| 1993      | Mark Woodforde Todd Woodbridge                                      | Neil Broad Gary Muller                                              | 6–7, 6–3, 6–4                          |
| 1994      | Jan Apell Jonas Björkman                                            | Mark Woodforde Todd Woodbridge                                      | 3–6, 7–6, 6–4                          |
| 1995      | Todd Martin Pete Sampras                                            | Jan Apell Jonas Björkman                                            | 7–6, 6–4                               |
| 1996      | Mark Woodforde Todd Woodbridge                                      | Sébastien Lareau Alex O'Brien                                       | 6–3, 7–6                               |
| 1997      | Mark Philippoussis Patrick Rafter                                   | Sandon Stolle Cyril Suk                                             | 6–2, 4–6, 7–5                          |
| 1998      | Mark Woodforde & Todd Woodbridge vs Jonas Björkman & Patrick Rafter | Mark Woodforde & Todd Woodbridge vs Jonas Björkman & Patrick Rafter | titlu împărțit (ploaie)                |
| 1999      | Sébastien Lareau Alex O'Brien                                       | Mark Woodforde Todd Woodbridge                                      | 6–3, 7–6(7–3)                          |
| 2000      | Mark Woodforde Todd Woodbridge                                      | Jonathan Stark Eric Taino                                           | 6–7(5–7), 6–3, 7–6(7–1)                |
| 2001      | Bob Bryan Mike Bryan                                                | Eric Taino David Wheaton                                            | 6–3, 3–6, 6–1                          |
| 2002      | Wayne Black Kevin Ullyett                                           | Mahesh Bhupathi Max Mirnyi                                          | 7–5, 6–3                               |
| 2003      | Mark Knowles Daniel Nestor                                          | Mahesh Bhupathi Max Mirnyi                                          | 5–7, 6–4, 7–6(7–3)                     |
| 2004      | Bob Bryan Mike Bryan                                                | Mark Knowles Daniel Nestor                                          | 6–4, 6–4                               |
| 2005      | Bob Bryan Mike Bryan                                                | Jonas Björkman Max Mirnyi                                           | 7–6(11–9), 7–6(7–4)                    |
| 2006      | Paul Hanley Kevin Ullyett                                           | Jonas Björkman Max Mirnyi                                           | 6–4, 3–6, [10–8]                       |
| 2007      | Mark Knowles Daniel Nestor                                          | Bob Bryan Mike Bryan                                                | 7–6(7–4), 7–5                          |
| 2008      | Daniel Nestor Nenad Zimonjić                                        | Marcelo Melo André Sá                                               | 6–4, 7–6(7–3)                          |
| 2009      | Wesley Moodie Mikhail Youzhny                                       | Marcelo Melo André Sá                                               | 6–4, 4–6, [10–6]                       |
| 2010      | Novak Djokovic Jonathan Erlich                                      | Karol Beck David Škoch                                              | 6–7(6–8), 6–2, [10–3]                  |
| 2011      | Bob Bryan Mike Bryan                                                | Mahesh Bhupathi Leander Paes                                        | 6–7(2–7), 7–6(7–4), [10–6]             |
| 2012      | Max Mirnyi Daniel Nestor                                            | Bob Bryan Mike Bryan                                                | 6–3, 6–4                               |
| 2013      | Bob Bryan Mike Bryan                                                | Alexander Peya Bruno Soares                                         | 4–6, 7–5, [10–3]                       |
| 2014      | Alexander Peya Bruno Soares                                         | Jamie Murray John Peers                                             | 4–6, 7–6(7–4), [10–4]                  |
| 2015      | Pierre-Hugues Herbert Nicolas Mahut                                 | Marcin Matkowski Nenad Zimonjić                                     | 6–2, 6–2                               |
| 2016      | Pierre-Hugues Herbert Nicolas Mahut                                 | Chris Guccione André Sá                                             | 6–3, 7–6(7–5)                          |
| 2017      | Jamie Murray Bruno Soares                                           | Julien Benneteau Édouard Roger-Vasselin                             | 6–2, 6–3                               |
| 2018      | Henri Kontinen John Peers                                           | Jamie Murray Bruno Soares                                           | 6–4, 6–3                               |
| 2019      | Feliciano López Andy Murray                                         | Rajeev Ram Joe Salisbury                                            | 7–6(8–6), 5–7, [10–5]                  |
| 2020      | Anulat din cauza pandemiei de COVID-19                              | Anulat din cauza pandemiei de COVID-19                              | Anulat din cauza pandemiei de COVID-19 |
| 2021      | Pierre-Hugues Herbert Nicolas Mahut                                 | Reilly Opelka John Peers                                            | 6-4, 7-5                               |
| 2022      | Nikola Mektić Mate Pavić                                            | Lloyd Glasspool Harri Heliövaara                                    | 3-6, 7–6(7–3), [10–6]                  |
| 2023      | Ivan Dodig Austin Krajicek                                          | Taylor Fritz Jiří Lehečka                                           | 6–4, 6–7(5–7), [10–3]                  |
| 2024      | Neal Skupski Michael Venus                                          | Taylor Fritz Karen Haceanov                                         | 4–6, 7–6(7–5), [10–8]                  |
| 2025      | Julian Cash Lloyd Glasspool                                         | Nikola Mektić Michael Venus                                         | 6–3, 6–7(5–7), [10–6]                  |

### Dublu feminin
| An        | Campioane                                       | Finaliste                                       | Scor                                            |
| --------- | ----------------------------------------------- | ----------------------------------------------- | ----------------------------------------------- |
| 1971      | Rosie Casals Billie Jean King                   | Mary–Ann Curtis Valerie Ziegenfuss              | 6–2, 8–6                                        |
| 1972      | Rosie Casals Billie Jean King                   | Brenda Kirk Pat Walkden                         | 5–7, 6–0, 6–2                                   |
| 1973      | Rosie Casals Billie Jean King                   | Françoise Dürr Betty Stöve                      | 4–6, 6–3, 7–5                                   |
| 1974–2024 | Nu s-a organizat niciun eveniment pentru femei. | Nu s-a organizat niciun eveniment pentru femei. | Nu s-a organizat niciun eveniment pentru femei. |
| 2025      | Asia Muhammad Demi Schuurs                      | Anna Danilina Diana Shnaider                    | 7–5, 6–7(3–7), [10–4]                           |